# Ormaiztegi
Ormaiztegi ist eine Ortschaft in der Region Goierri der Provinz Gipuzkoa der Autonomen Region des Baskenlandes im Norden Spaniens.
Ormaiztegi erwarb im Jahre 1615 von der spanischen Krone den Titel Villa = Stadt und befreite sich damit von allen Bindungen an die Nachbargemeinde Segura. Die Gemeinde hatte 1.268 Einwohnern (Stand: 2024).
Ormaiztegi ist Geburtsort des Anführers der Armee der Karlisten im Ersten Karlistenkrieg, Tomás de Zumalacárregui (1788–1835), und beherbergt ein Museum  zu Ehren des Generals.
Die Ortschaft wird von der 286 Meter langen und 35 Meter über das Tal führenden Eisenbahnbrücke an der Strecke Madrid – Irún überspannt. Die Brücke soll vom Büro des Franzosen Gustave Eiffel geplant worden sein, die Bauausführung erfolgte jedoch durch den französischen Ingenieur Lavaley im Jahre 1863. Die im spanischen Bürgerkrieg 1936 zerstörte Brücke wurde im Jahr 1940 wiederhergestellt. Nach der Stilllegung der alten Eisenbahntrasse im Jahr 1996 wurde das Bauwerk inzwischen als Baudenkmal geschützt.

## Söhne und Töchter der Gemeinde
- Gorka (* 1987) und Ion Izagirre (* 1989), Radrennfahrer